# Симфонический оркестр Бирмингема
Симфонический оркестр Бирмингема (англ. City of Birmingham Symphony Orchestra) — британский симфонический оркестр, базирующийся в Бирмингеме. Основан в 1920 году при поддержке будущего премьер-министра Невилла Чемберлена, который в этот период был депутатом парламента от Бирмингема; создание оркестра поддержали выдающиеся британские композиторы Гренвилл Банток, чья увертюра «Саул» была исполнена на первом концерте 5 сентября 1920 года, и Эдуард Элгар, дирижировавший 10 ноября официальным инаугурационным концертом (предыдущие публичные выступления оркестра считались «лёгкими»).
Хотя во главе оркестра стояли в разное время такие крупные фигуры, как Адриан Боулт и польский композитор Анджей Пануфник, наиболее значительный подъём международной репутации оркестра связан с именем Саймона Рэттла, возглавившего коллектив в 1980 году.

## Руководители оркестра
- Эплби Мэтьюз (1920—1924)
- Адриан Боулт (1924—1930)
- Лесли Хьюард (1930—1943)
- Джордж Уэлдон (1944—1951)
- Рудольф Шварц (1951—1957)
- Анджей Пануфник (1957—1959)
- Адриан Боулт (1959—1960)
- Хьюго Ригнолд (1960—1969)
- Луи Фремо (1969—1978)
- Саймон Рэттл (1980—1998)
- Сакари Орамо (1998—2008)
- Андрис Нелсонс (2008—2016)
- Мирга Гражините-Тила (с 2016 г.)